# Портланд Тимбърс
Портланд Тимбърс е футболен отбор от гр. Портланд, щата Орегон, САЩ, основан през 2009 г. Играе в западната конференция на МЛС. Собственик на отбора е компанията Peregrine Sports, която в по-голямата си част е собственост на бизнесмена Мерит Полсън. Отборът наследява четири предишни футболни отбора от Портланд познати като Тимбърс, като първият е още от 1975 година.
Най-голямото дебри на отбора е срещу Сиатъл Саундърс датиращо още от Северноамериканската футболна лига. Талисман на отбора още преди МЛС ерата е реално съществуващ човек наречен Дърваря Джим, който обаче се оттегля през 2008 година и е заменен от Дърваря Джоуи.

## Успехи
- Купа на МЛС
  - Победители: 2015
  - Финалисти: 2018
- Западна конференция
  - Победители (плейофи) (2): 2015, 2018
  - Победители (редовен сезон) (2): 2013, 2017